# Чайя колумбійська
Чайя колумбійська (Chauna chavaria) — вид гусеподібних птахів родини паламедеєвих (Anhimidae).

## Поширення
Вид поширений на півночі Південної Америки. Трапляється на півночі Колумбії та північному заході Венесуели.

## Опис
Птах завдовжки до 89 см та вагою до 4 кг. Оперення тіла темне, шия чорна, голова сіра.

## Спосіб життя
Мешкає вздовж мілких водойм, на болотах, лагунах. Харчується виключно листям і іншими зеленими частинами водних рослин. Гніздо будує на мілководді з рослинного матеріалу. В кладці 2-7 яєць. Інкубація триває 42-44 дні. Пташенята залишають своє гніздо в перші дні після появи на світ.